# Miss Kiss Kiss Bang
"Miss Kiss Kiss Bang" é uma música cantada por Alex C. e Oscar Loya. Esta foi a música escolhida pela Alemanha para representar o país no Festival Eurovisão da Canção 2009, em Moscovo, Rússia. Conta com a presença da actriz, modelo e artista burlesca Dita Von Teese.
Foi a décima-sétima a cantar na noite da final, depois da canção da Dinamarca "Believe Again" e antes da canção da Turquia "Düm Tek Tek". A canção terminou em 20º lugar com 35 pontos.